# Những cuộc phiêu lưu của chiếc vali màu vàng
Những cuộc phiêu lưu của chiếc vali màu vàng (tiếng Nga: Приключения жёлтого чемоданчика) là một cuốn truyện phiêu lưu - hài hước, có phần giả tưởng dành cho trẻ em của nhà văn Sofia Prokofyeva, ra đời năm 1966.

## Nội dung
Ở một thành phố đầy nắng có hai bạn nhỏ Petya và Toma. Petya thì nhút nhát, còn Toma bị trêu là "nữ hoàng băng giá" vì chỉ biết khóc. Cha mẹ chúng bèn dẫn đi y sĩ. Ông y sĩ mới chế ra một thứ kẹo mà hễ ăn vào thì ai cũng trở nên dũng cảm và vui vẻ hết, thậm chí chỉ biết nói thật thôi. Nhưng mọi sự trở nên rắc rối thì chiếc vali màu vàng chứa kẹo bị đánh cắp.

## Nhân vật
- Toma
- Anna Petrovna Veryovkina: Bà ngoại Toma
- Ông bác sĩ
- Voletta: Người huấn luyện chó

## Chuyển thể
- Những cuộc phiêu lưu của chiếc vali màu vàng (phim, 1970)